# 男の編み物、橋本治の手トリ足トリ
『男の編み物、橋本治の手トリ足トリ』（おとこのニット、はしもとおさむのてトリあしトリ）は、作家の橋本治がセーターの編み方を解説した本。1983年に河出書房新社より出版された。

## 出版の経緯
1980年代に男性編み物ブームがあり、男性が挑戦する編み物コンテストのテレビ番組も放送された。
作家の橋本治は、大学生だった1970年前後からセーターを編み始め、元祖編み物男子とも評されている。
橋本が「桃尻娘」シリーズの一編を発表した「小説現代」1978年12月号に「私のコレクション オリジナルセーター」というグラビアが掲載され、橋本のニットコレクションが初めて披露された。その後「編み物作家」の肩書きがつき、毎年秋から冬に雑誌の取材依頼が数件入るようになった。「週刊宝石」1982年12月17日号では「毛糸と針の錬金術師 橋本治のニット展覧会」と題して8ページの特集が組まれた。この記事を河出書房新社の編集者、小池信雄に見せたところ、『男の編み物』の刊行につながった。

## 概要
担当編集者は小池信雄。装丁は早川タケジ。早川はカラーページのディレクションを全て手がけた。
編み初めの目を作るところから、写真ではわかりにくいところが絵で説明されている。イラストを頼むための絵コンテづくりが面倒になり、橋本自身が図を描いた。
デヴィッド・ボウイ、沢田研二、山口百恵、マリリン・モンロー、歌舞伎の世界などの絵柄が編み込まれたセーターが掲載された。
橋本の本の中でも3万部という反響を得て、
1989年には新装版が出版された。

## 書籍情報
- 橋本治『男の編み物、橋本治の手トリ足トリ』河出書房新社、1983年11月。全国書誌番号:21888972。
- 橋本治『男の編み物、橋本治の手トリ足トリ』（新装版）河出書房新社、1989年12月。ISBN 4-309-26123-X。 - ハードカバー

## 評価
編集者の河野通和は、『男の編み物』が編み物に関心のない男たちに向けて編み物の面白さを教え、男たちが編み物を「発見」するきっかけになったこと、編み物を知った気になっている女たちに向けて「本当にそうなのか」という問いを投げかけ、新たな提案をしていることを指摘し、橋本の「作家としての戦略性や、立ち位置のとり方、腹のくくり方がはっきりと見えた」と述べている。
ニット作家の編み物☆堀ノ内は『男の編み物』に大きな影響を受けたと述べている
。